# Limacosilla pirifera
Limacosilla pirifera är en fjärilsart som beskrevs av Erich Martin Hering 1931. Limacosilla pirifera ingår i släktet Limacosilla och familjen snigelspinnare. Inga underarter finns listade i Catalogue of Life.